# Privilège du blanc

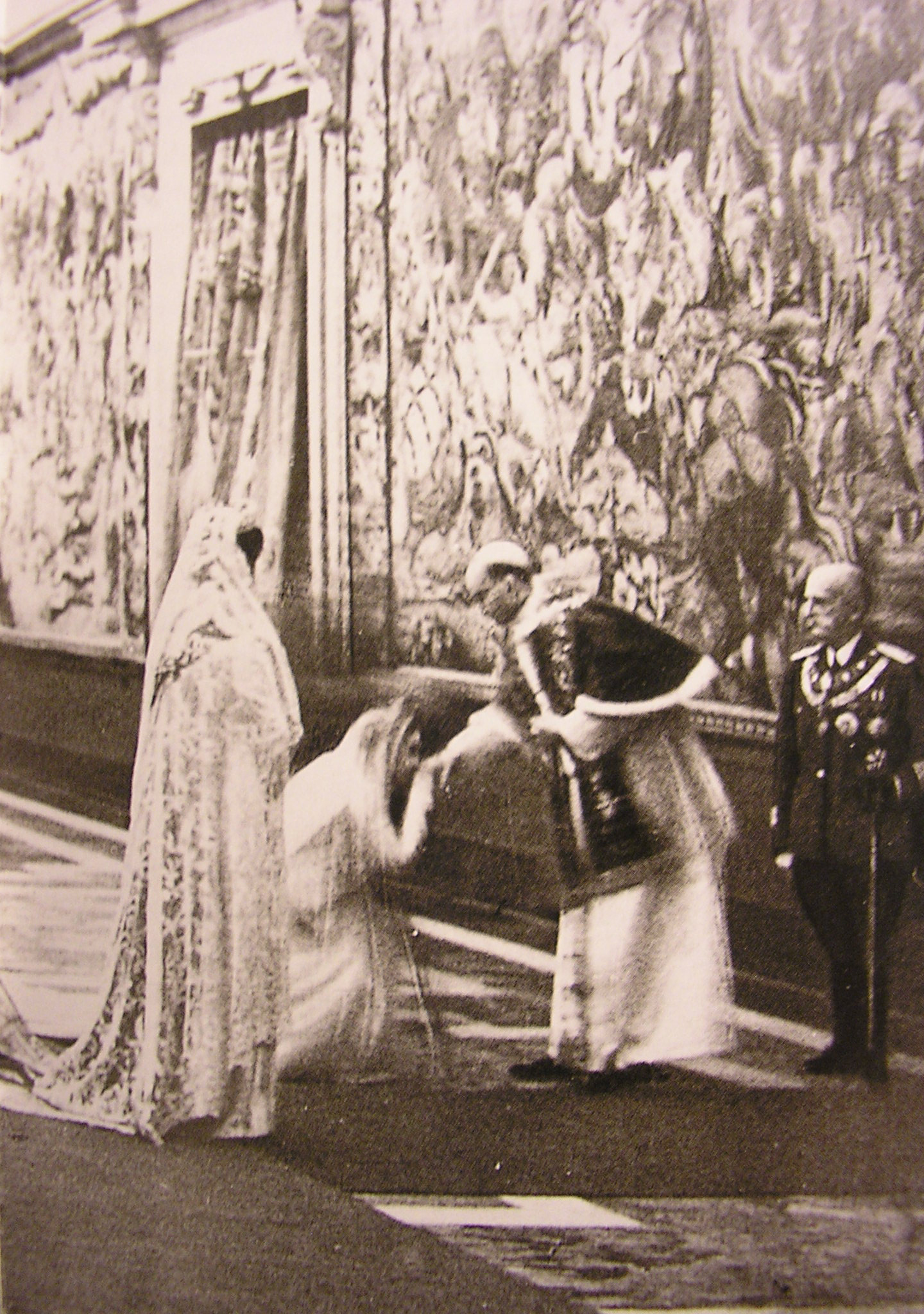
Koningin Helena van Italië en haar schoondochter kroonprises Marie José op bezoek bij paus Pius XII op 27 december 1939

Het privilège du blanc (Frans: voorrecht van het wit) is het recht om witte kleding te dragen tijdens een pontificale audiëntie. Dit levenslang recht is voorbehouden aan regerende vrouwelijke katholieke monarchen en aan katholieke echtgenotes van katholieke monarchen, of (zie het Huis Savoye hieronder) familiehoofden van een dynastiek huis. Het strekt zich niet uit tot de echtgenotes van presidenten. Zij, en andere dames, worden geacht een zwarte japon met een mantilla of een sluier te dragen.

## Toepassing
Traditioneel geldt of gold dit voorrecht voor de keizerinnen van Oostenrijk-Hongarije, de koninginnen van Beieren, België, Frankrijk, Italië, Polen, Portugal, Spanje, de groothertoginnen van Litouwen en Luxemburg en enkele Duitse prinsessen of vorstinnen. Verschillende monarchieën zijn tegenwoordig echter vervangen door republieken, wat de lijst aanzienlijk verkort. Naast de koninginnen van België en Spanje, de groothertogin van Luxemburg en de vorstin van Monaco, mocht voorheen ook de echtgenote van het hoofd van het Huis Savoye (de troonpretendent van Italië) van dit privilege gebruik maken.

### Hedendaagse toepassing
De protestantse koninginnen hebben zich nauwkeurig aan het Vaticaanse protocol gehouden maar gedurende de laatste jaren droegen dames, waaronder de vrouwelijke Ierse presidenten, ook rode, groene en zwart-witte japonnen. Angela Merkel liet de mantel en de sluier weg en Cherie Blair, de katholieke echtgenote van de Britse premier baarde enig opzien in 2006 door op een audiëntie in het wit te verschijnen.

## Personen met het voorrecht
De dames die het privilège du blanc bezitten zijn, anno 2025:
- Mathilde, koningin der Belgen, als echtgenote van de regerende koning der Belgen
- Paola, voormalig koningin der Belgen, als echtgenote van koning Albert II
- Marina Doria, prinses van Napels, als weduwe van het voormalig hoofd van het Huis Savoye
- Maria Teresa, groothertogin van Luxemburg, als echtgenote van de regerende groothertog van Luxemburg
- Charlène, vorstin van Monaco, als echtgenote van de regerende vorst van Monaco
- Letizia, koningin van Spanje, als echtgenote van de regerende koning van Spanje
- Sophia, voormalig koningin van Spanje, als echtgenote van koning Juan Carlos van Spanje